# Ioanna Petrovschi
Ioanna Petrovschi (Rumania, 5 de febrero de 1986) es una gimnasta artística rumana, subcampeona mundial en 2002 en el ejercicio de asimétricas.

## 2002
En el Mundial celebrado en Debrecen (Hungría) gana la plata en la prueba de barras asimétricas, quedando tras la estadounidense Courtney Kupets (oro) y por delante de la rusa Ludmila Ezhova (bronce).